# Religiose riparatrici del Sacro Cuore di Gesù
Le Religiose Riparatrici del Sacro Cuore di Gesù (in spagnolo Religiosas Reparadoras del Sagrado Corazón de Jesús; sigla R.S.C.) sono un istituto religioso femminile di diritto pontificio.

## Storia
La congregazione, detta in origine delle "Dames de la réunion au Sacré-Cœur de Jésus", fu fondata il 24 ottobre 1799 a Bordeaux da Marie-Eulalie Fatin e dal sacerdote lazzarista Pierre-Vincent Wlechmans.
Nel 1889 fu fondata una casa a Puente la Reina, in Navarra, e dopo l'approvazione delle leggi anticongregazioniste francesi le attività dell'istituto furono trasferite in Spagna.
L'istituto ricevette il decreto di lode il 31 luglio 1829 e un'ulteriore approvazione pontificia il 23 aprile 1824; l'approvzione definitiva giunse il 10 giugno 1957.

## Attività e diffusione
Le suore si dedicano al culto di adorazione e riparazione del Sacro Cuore di Gesù e al ministero dell'educazione cristiana.
La sede generalizia è a Madrid.
Alla fine del 2015 l'istituto contava 49 religiose in 9 case.